# Редделіх
Редделіх (нім. Reddelich) — громада в Німеччині, розташована в землі Мекленбург-Передня Померанія. Входить до складу району Росток. Складова частина об'єднання громад Бад-Доберан-Ланд.
Площа — 9,13 км2. Населення становить 977 ос. (станом на 31 грудня 2020).